# Avenue du Général-Michel-Bizot
Avenue du Général-Michel-Bizot je ulice v Paříži. Nachází se ve 12. obvodu. Avenue nese jméno generála Michela Bizota (1795–1855), který byl ředitelem Polytechnické školy a padl při obléhání Sevastopolu v Krymské válce. Byla po něm pojmenována též stanice metra.

## Poloha
Ulice vede od křižovatky s Rue de Charenton a končí u Rue du Sahel. Ulice je orientována z jihu na sever. Směrem na sever pokračuje Avenue du Docteur-Arnold-Netter.

## Historie
Ulice se poprvé objevuje kolem roku 1850 pod názvem Rue de la Voûte-du-Cours na katastrálních mapách města Saint-Mandé, tedy ještě před připojením území k Paříži v roce 1860. V roce 1862 bylo otevřeno prodloužení Avenue de Saint-Mandé až ke Cours de Vincennes a přejmenováno na Rue Michel-Bizot. V roce 1915 se název změnil na Rue du Général-Michel-Bizot a o rok později vyhláškou z 24. května na Avenue du Général-Michel-Bizot. V roce 1962 byla část mezi Rue du Sahel a Cours de Vincennes přejmenována na Avenue du Docteur-Arnold-Netter.

## Významné stavby
- Hřbitov Bercy
- Coulée verte René-Dumont – vstup do parku na severním konci ulice